# Bernd Mattiesen

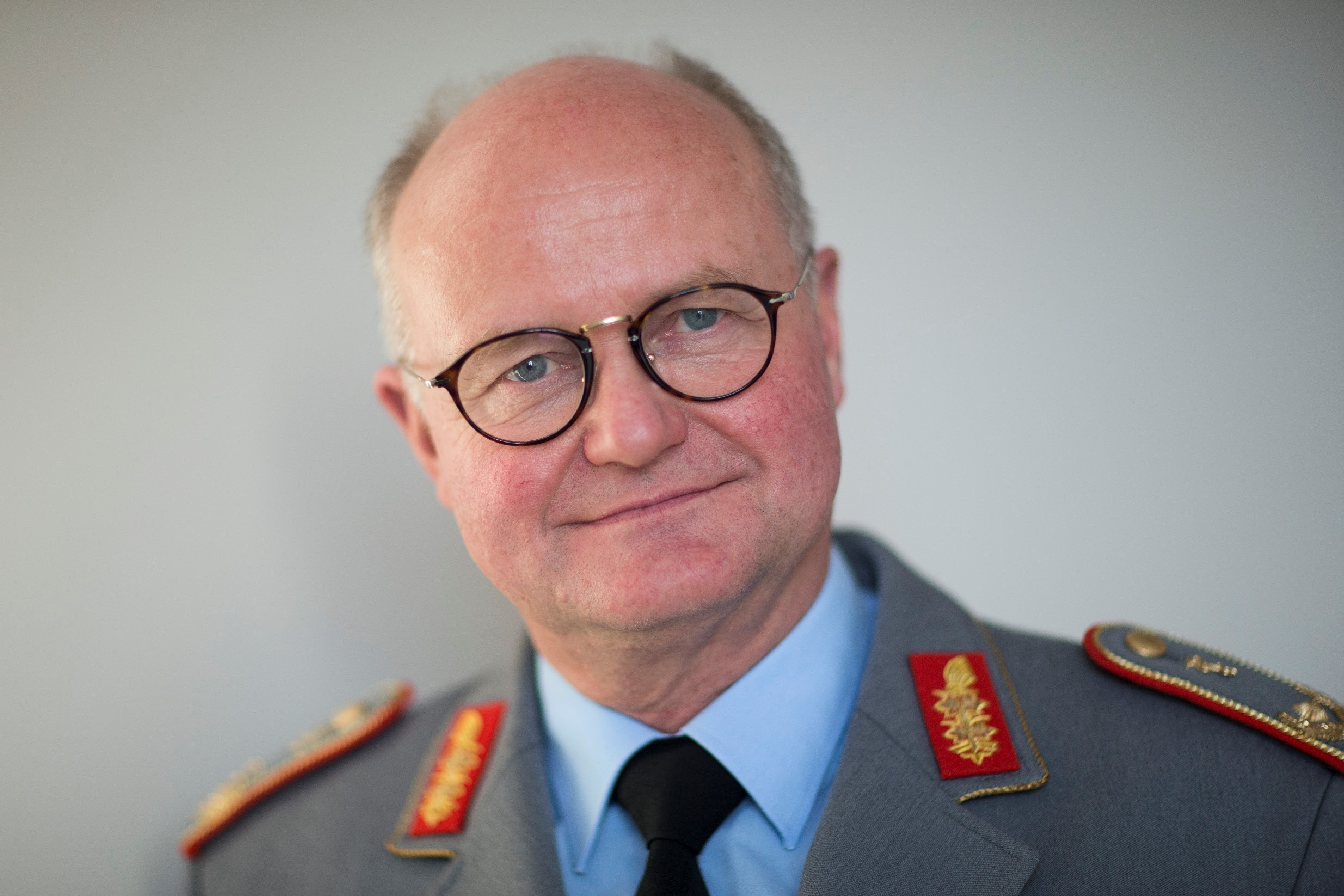
Bernd Mattiesen

Bernd Christoph Mattiesen (* 1958 in Tübingen) ist ein deutscher Generalarzt a. D. und war zuletzt Direktor Wehrmedizinische Wissenschaft und Fähigkeitsentwicklung Sanitätsdienst und stellvertretender Kommandeur der Sanitätsakademie der Bundeswehr in München. Seit 2024 Stadtrat der Stadt Ulm / Donau.

## Leben
Mattiesen wuchs in München und im Allgäu auf und studierte von 1978 bis 1984 Medizin an der Universität Ulm. Die Promotion erfolgte im Jahr 1984. Danach trat er als Truppenarzt im Nachschubbataillon 220 in Günzburg in die Bundeswehr ein. Anschließend wurde er von 1986 bis 1989 als S3-Stabsoffizier beim Korpsarzt des II. Korps in Ulm, und von 1989 bis 1990 als Brigadearzt der Panzerbrigade 28 in Dornstadt verwendet. Nach diesen Verwendungen besuchte Mattiesen von 1990 bis 1992 die Führungsakademie der Bundeswehr in Hamburg und absolvierte die Ausbildung zum Generalstabsoffizier. Hierauf wurde er von 1992 bis 1995 als Hörsaalleiter und Fachlehrer an der Sanitätsakademie der Bundeswehr in München verwendet. Es folgte eine Verwendung als Personalführer (Ärzte des Heeres) im Bundesministerium der Verteidigung in Bonn, sowie von 1996 bis 1999 eine Verwendung als Referent im damaligen Führungszentrum der Bundeswehr. Von 2000 bis 2001 diente Mattiesen als stellvertretender Kommandeur der Sanitätsbrigade 1 in Leer, sowie von 2001 bis 2005 als Medical Advisor im multinationalen Eurokorps in Straßburg. Im Anschluss folgte von 2005 bis 2006 eine Verwendung als stellvertretender Kommandeur und Chef des Stabes beim Sanitätskommando IV in Bogen. 2006 bis 2012 war er als Referatsleiter im Bundesministerium der Verteidigung in Bonn zuerst für Grundlagen des Sanitätsdienstes, Konzeption, Einsätze, Planung und internationale Zusammenarbeit, danach für Zentrale Angelegenheiten des Sanitätsdienstes, Presse und Öffentlichkeitsarbeit, Controlling zuständig. Von Oktober 2012 bis April 2013 leitete er als Kommandeur des Sanitätskommando IV den Sanitätsdienst der Bundeswehr in Bayern und Baden-Württemberg.

### Dienst als Generalarzt
Im Mai 2013 wechselte Mattiesen als stellvertretender Kommandeur zum Kommando Sanitätsdienstliche Einsatzunterstützung nach Weißenfels. Zusätzlich übernahm er ab Juli 2014 die Verantwortung für die Reservistenarbeit in seinem Kommandobereich und als Inspizient für die Reservisten im Zentralen Sanitätsdienst der Bundeswehr. Diese Aufgabe war auch mit der Federführung für die Zusammenarbeit des Sanitätsdienstes der Bundeswehr mit den Einrichtungen des Gesundheitswesens und des Katastrophenschutzes in Deutschland verbunden. Zum 1. Juli 2015 übernahm Mattiesen als erster Sanitätsoffizier und Arzt seinen jetzigen Dienstposten als „Beauftragter für einsatzbedingte posttraumatische Belastungsstörungen und Einsatztraumatisierte“ am Bundesministerium der Verteidigung in Berlin von Brigadegeneral Klaus von Heimendahl.
In dieser Funktion beriet er die politische und militärische Leitung des Bundesministeriums der Verteidigung zu allen grundsätzlichen Aspekten der Versorgung, Betreuung und Behandlung von im Auslandseinsatz geschädigten Bundeswehrangehöriger.
Er konnte in seiner Amtszeit bereits die Einbeziehung von Angehörigen in das Leistungspaket für einsatzbedingt erkrankte Soldatinnen und Soldaten erreichen. Ein weiteres Anliegen war ihm stets der erleichterte Zugang entlassener und einsatzgeschädigter Soldatinnen und Soldaten auf Zeit zu den gesetzlichen Krankenversicherungen. Hier konnte er im Rahmen einer Gesetzesinitiative wesentliche Impulse setzen.
Im Februar 2020 übergab er seinen vorherigen Dienstposten an Generalarzt Ralf Hoffmann. Mattiesen wurde im Gegenzug Direktor Wehrmedizinische Wissenschaft und Fähigkeitsentwicklung Sanitätsdienst und stellvertretender Kommandeur Sanitätsakademie der Bundeswehr in München. Hier folgte er auf Generalarzt Hans-Ulrich Holtherm.
Mit Ablauf des 31. März 2023 trat Mattiesen mit dem Erreichen der gesetzlichen allgemeinen Altersgrenze in den Ruhestand.

### Engagement nach dem Ausscheiden aus dem aktiven Dienst.
Nach dem Eintritt in den Ruhestand engagierte sich Mattiesen verstärkt in der sozialen Lionsbewegung und kandidierte erfolgreich für die CDU bei den baden-württembergischen Gemeinderatswahlen 2024 zum Stadtrat der Stadt Ulm.

## Auslandseinsätze
- 08/2004 – 02/2005: Chief Medical Advisor ISAF, HQ ISAF, Kabul/Afghanistan (Oberstarzt)
- 10/2013 – 06/2014: Chief Medical Advisor ISAF, HQ ISAF, Kabul/Afghanistan (Generalarzt)[12]

## Privates
Mattiesen ist mit einer Nervenärztin verheiratet, und Vater von zwei erwachsenen Kindern.